# زمان ما (فیلم ۱۹۷۴)
زمان ما (به انگلیسی: Our Time)(همچنین به عنوان مرگ بی گناهی او نیز شناخته می‌شود) یک فیلم درام آمریکایی محصول سال ۱۹۷۴ به کارگردانی پیتر هیامز است. فیلم توسط جین سی استانتون نوشته شده‌است و پاملا سو مارتین، پارکر استیونسون و بتسی اسلید بازیگران آن هستند. داستان در مدرسه‌ای برای دختران در ماساچوست در دهه ۱۹۵۰ اتفاق می‌افتد. اگرچه موفقیت‌آمیز نبود، اما به عنوان مطالعه رابطه دختر و پسر مورد پسند قرار گرفت.